# Liste der Nummer-eins-Hits in den Jukebox-Folk-Charts in den USA (1947)
Die Liste der Nummer-eins-Hits in den Jukebox-Folk-Charts in den USA (1947) basiert auf den vom Magazin Billboard jede Woche 1945 ermittelten meist gespielten Titeln in bestimmten Lokalitäten der USA. Wöchentlich wurden die Daten „bei einer ausgewählten Gruppe von Jukeboxbetreibern, deren Standorte Folk Records erfordern,“ erhoben. 1947 gab es neun Nummer-eins-Singles.

## Liste
Die Liste erfasst in der Spalte Insges die Anzahl der Wochen, die der Titel insgesamt in dieser Hitparade stand.
| ← 1946 ← | Liste der Nummer-eins-Hits in den Jukebox-Folk-Charts in den USA | Liste der Nummer-eins-Hits in den Jukebox-Folk-Charts in den USA | Liste der Nummer-eins-Hits in den Jukebox-Folk-Charts in den USA                                       | 1948 →                                       |
| \| Zeitraum \| Wo. ges. \| Interpret \| Titel Autor(en) \| Zusätzliche Informationen \| \| (Zeitraum, Wochen auf Platz eins, Interpret, Titel, Autor[en], zusätzliche Informationen) \| \| \| \| \| \| ----------------------------------------------------------------------------------------- \| -------- \| ---------------------------------------- \| ------------------------------------------------------------------------------------------------------ \| ----------------------------------------------- \| \| 26. Oktober 1946 – 17. Januar 1947 12 Wochen (insgesamt 21) \| 21 \| Merle Travis \| Divorce Me C. O. D. Travis - Stone \| - \| \| 17. Januar 1947 – 23. Januar 1947 1 Woche (insgesamt 18) \| 18 \| Ernest Tubb \| Rainbow at Midnight Lost John Miller \| - \| \| 24. Januar 1947 – 31. Januar 1947 1 Woche (insgesamt 24) \| 24 \| Merle Travis \| Divorce Me C. O. D. Travis - Stone \| - \| \| 1. Februar 1947 – 7. Februar 1947 1 Woche (insgesamt 20) \| 20 \| Ernest Tubb \| Rainbow at Midnight Lost John Miller \| - \| \| 8. Februar 1947 – 16. Mai 1947 14 Wochen (insgesamt 22) \| 22 \| Merle Travis \| So Round, So Firm, So Fully Packed Cliffie Stone, Eddie Kirk, Merle Travis \| - \| \| 17. Mai 1947 – 23. Mai 1947 1 Woche (insgesamt 15) \| 15 \| Red Foley and The Cumberland Valley Boys \| New Jolie Blonde Sidney Natha, Al Miller \| - \| \| 24. Mai 1947 – 30. Mai 1947 1 Woche (insgesamt 22) \| 22 \| Eddy Arnold and His Tennessee Plowboys \| What Is Life Without Love Eddy Arnold, Owen Bradley, Vic McAlpin \| - \| \| 31. Mai 1947 – 6. Juni 1947 1 Woche (insgesamt 15) \| 15 \| Red Foley and The Cumberland Valley Boys \| New Jolie Blonde Sidney Natha, Al Miller \| - \| \| 7. Juni 1947 – 14. Juni 1947 1 Woche (insgesamt 6) \| 6 \| Bob Wills & His Texas Playboys \| Sugar Moon \| - \| \| 15. Juni 1947 – 18. Juli 1947 5 Wochen (insgesamt 38) \| 38 \| Eddy Arnold & His Tennessee Playboys \| It’s a Sin \| - \| \| 19. Juli 1947 – 31. Oktober 1947 15 Wochen (insgesamt 24) \| 24 \| Tex Williams and His Western Caravan \| Smoke! Smoke! Smoke! (That Cigarette) Merle Travis, Tex Williams \| - \| \| 1. November 1947 – 7. November 1947 1 Woche (insgesamt 41) \| 41 \| Eddy Arnold and His Tennessee Plowboys \| I’ll Hold You In My Heart (Till I Can Hold You In My Arms) Eddy Arnold, Hall Horton, Thomas C. Dilbeck \| B-Seite von „I Couldn’t Believe It Was True“[2] \| \| 8. November 1947 – 14. November 1947 1 Woche (insgesamt 24) \| 24 \| Tex Williams and His Western Caravan \| Smoke! Smoke! Smoke! (That Cigarette) Merle Travis, Tex Williams \| - \| \| 15. November 1947 – 2. April 1948 20 Wochen (insgesamt 41) \| 41 \| Eddy Arnold and His Tennessee Plowboys \| I’ll Hold You In My Heart (Till I Can Hold You In My Arms) Eddy Arnold, Hall Horton, Thomas C. Dilbeck \| - \| |                                                                  |                                                                  | |                                              |
| ← 1946 |                                                                  |                                                                  | | → 1948 →                                     |
| Zeitraum | Wo. ges.                                                         | Interpret                                                        | Titel Autor(en)                                                                                        | Zusätzliche Informationen                    |
| (Zeitraum, Wochen auf Platz eins, Interpret, Titel, Autor[en], zusätzliche Informationen) |                                                                  |                                                                  | |                                              |
| 26. Oktober 1946 – 17. Januar 1947 12 Wochen (insgesamt 21) | 21                                                               | Merle Travis                                                     | Divorce Me C. O. D. Travis - Stone                                                                     | -                                            |
| 17. Januar 1947 – 23. Januar 1947 1 Woche (insgesamt 18) | 18                                                               | Ernest Tubb                                                      | Rainbow at Midnight Lost John Miller                                                                   | -                                            |
| 24. Januar 1947 – 31. Januar 1947 1 Woche (insgesamt 24) | 24                                                               | Merle Travis                                                     | Divorce Me C. O. D. Travis - Stone                                                                     | -                                            |
| 1. Februar 1947 – 7. Februar 1947 1 Woche (insgesamt 20) | 20                                                               | Ernest Tubb                                                      | Rainbow at Midnight Lost John Miller                                                                   | -                                            |
| 8. Februar 1947 – 16. Mai 1947 14 Wochen (insgesamt 22) | 22                                                               | Merle Travis                                                     | So Round, So Firm, So Fully Packed Cliffie Stone, Eddie Kirk, Merle Travis                             | -                                            |
| 17. Mai 1947 – 23. Mai 1947 1 Woche (insgesamt 15) | 15                                                               | Red Foley and The Cumberland Valley Boys                         | New Jolie Blonde Sidney Natha, Al Miller                                                               | -                                            |
| 24. Mai 1947 – 30. Mai 1947 1 Woche (insgesamt 22) | 22                                                               | Eddy Arnold and His Tennessee Plowboys                           | What Is Life Without Love Eddy Arnold, Owen Bradley, Vic McAlpin                                       | -                                            |
| 31. Mai 1947 – 6. Juni 1947 1 Woche (insgesamt 15) | 15                                                               | Red Foley and The Cumberland Valley Boys                         | New Jolie Blonde Sidney Natha, Al Miller                                                               | -                                            |
| 7. Juni 1947 – 14. Juni 1947 1 Woche (insgesamt 6) | 6                                                                | Bob Wills & His Texas Playboys                                   | Sugar Moon                                                                                             | -                                            |
| 15. Juni 1947 – 18. Juli 1947 5 Wochen (insgesamt 38) | 38                                                               | Eddy Arnold & His Tennessee Playboys                             | It’s a Sin                                                                                             | -                                            |
| 19. Juli 1947 – 31. Oktober 1947 15 Wochen (insgesamt 24) | 24                                                               | Tex Williams and His Western Caravan                             | Smoke! Smoke! Smoke! (That Cigarette) Merle Travis, Tex Williams                                       | -                                            |
| 1. November 1947 – 7. November 1947 1 Woche (insgesamt 41) | 41                                                               | Eddy Arnold and His Tennessee Plowboys                           | I’ll Hold You In My Heart (Till I Can Hold You In My Arms) Eddy Arnold, Hall Horton, Thomas C. Dilbeck | B-Seite von „I Couldn’t Believe It Was True“ |
| 8. November 1947 – 14. November 1947 1 Woche (insgesamt 24) | 24                                                               | Tex Williams and His Western Caravan                             | Smoke! Smoke! Smoke! (That Cigarette) Merle Travis, Tex Williams                                       | -                                            |
| 15. November 1947 – 2. April 1948 20 Wochen (insgesamt 41) | 41                                                               | Eddy Arnold and His Tennessee Plowboys                           | I’ll Hold You In My Heart (Till I Can Hold You In My Arms) Eddy Arnold, Hall Horton, Thomas C. Dilbeck | -                                            |